# 189396 Sielewicz
189396 Sielewicz è un asteroide della fascia principale. Scoperto nel 2008, presenta un'orbita caratterizzata da un semiasse maggiore pari a 2,7167294 UA e da un'eccentricità di 0,0721877, inclinata di 6,92100° rispetto all'eclittica.